# Pubblico, popolo, popolani!
Pubblico, Popolo, popolani! è il quinto album del cantante napoletano Mimmo Dany, pubblicato nel 2000.

## Tracce
1. Tu,tu,tu
2. Mezza poesia
3. Comme si bella
4. O nonno ci'a 'mbrugliato
5. Cattiva e senza core
6. Nido d'amore
7. Ricordo d'amore
8. Nennè
9. Acchiappa tè
10. Na storia overa e duie frate